# Rozchodnik biały

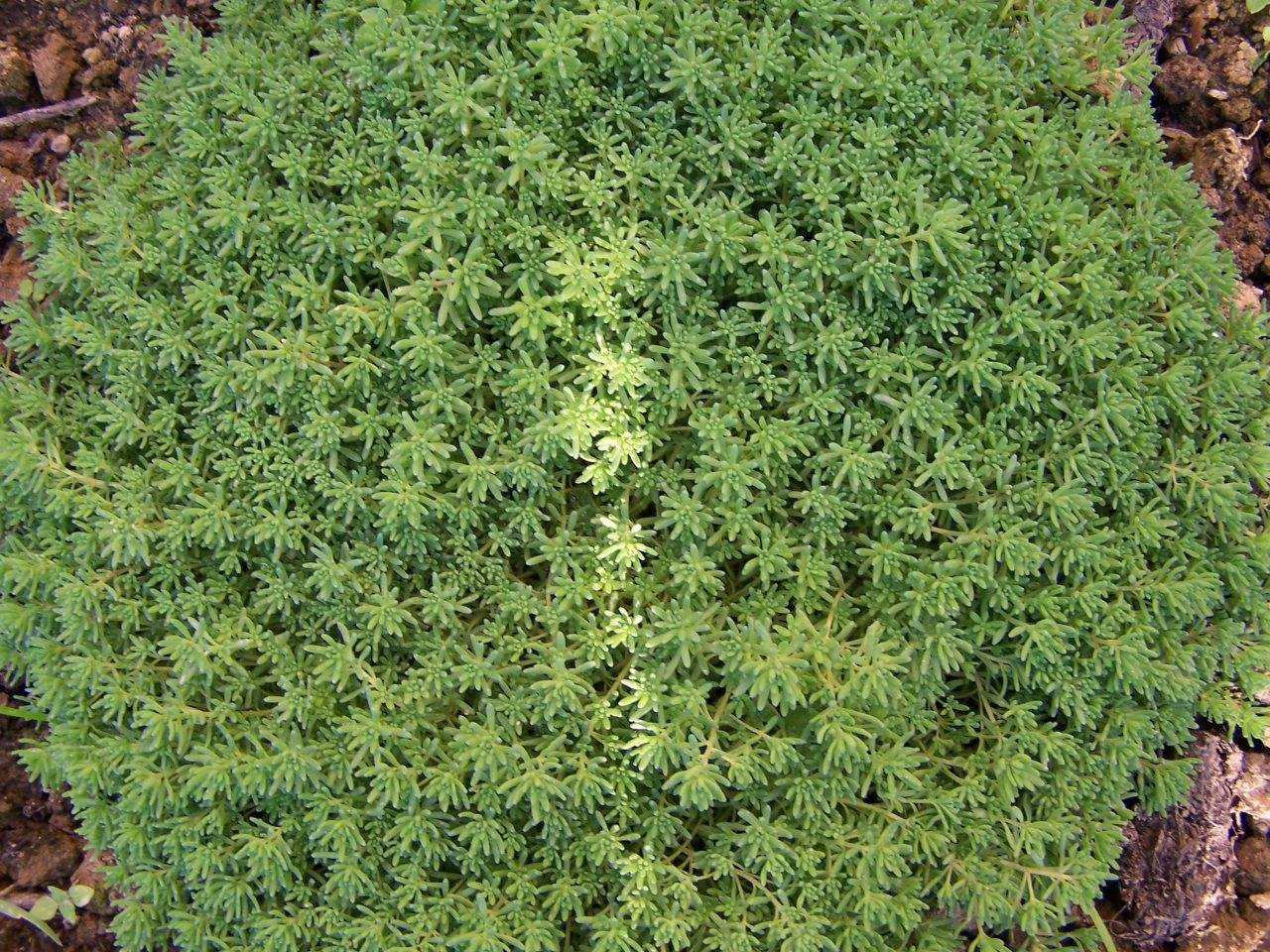
Darń utworzona przez młode pędy

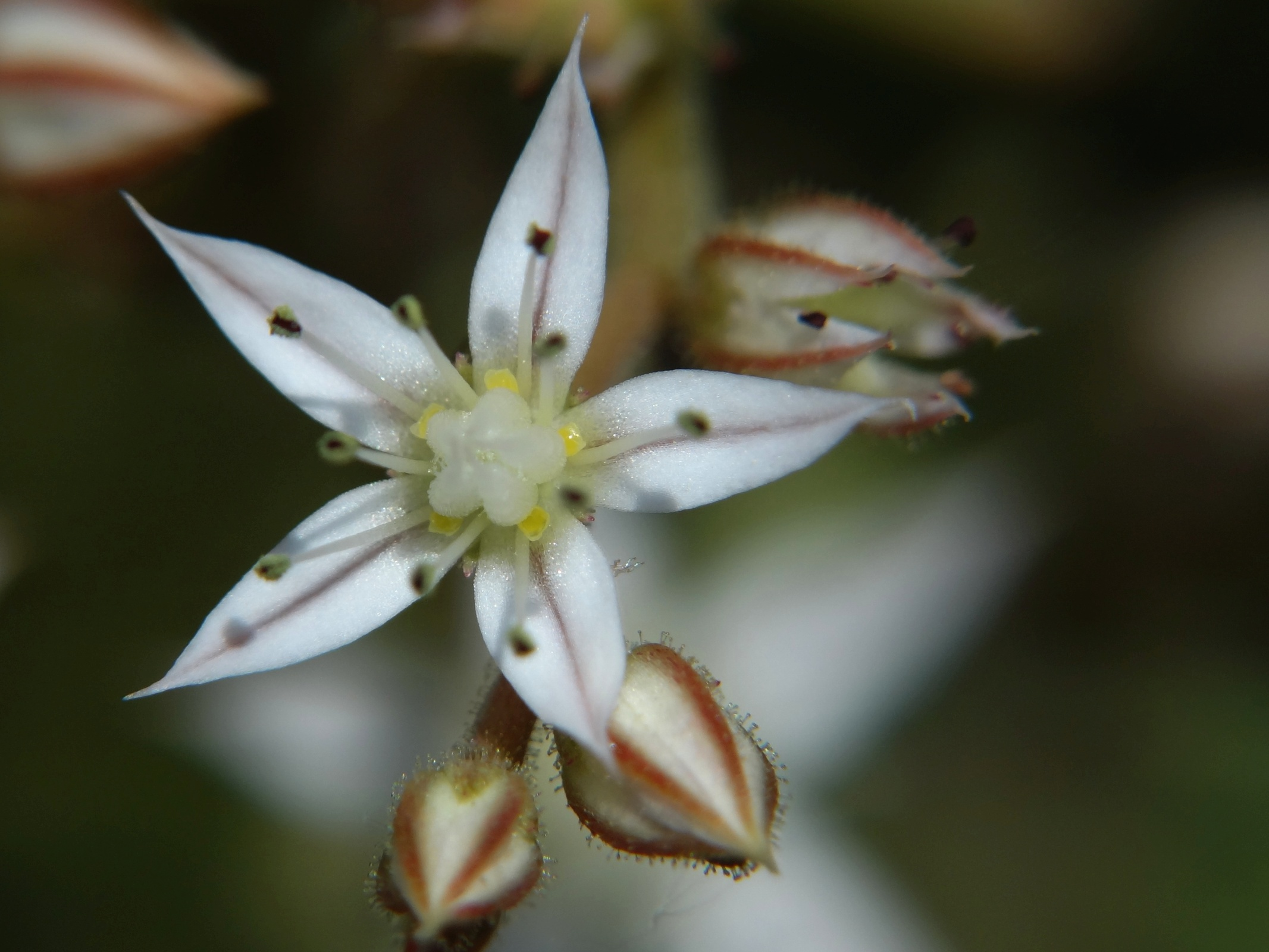
Kwiat

Rozchodnik biały (Sedum album L.) – gatunek rośliny należący do rodziny gruboszowatych. Naturalnym obszarem jego występowania jest północna Afryka, południowa, środkowa i zachodnia Europa oraz zachodnia Azja. W Europie występuje w stanie dzikim i zdziczałym. W Polsce został introdukowany przez ogrodników w drugiej połowie XIX w. Obecnie występuje niezbyt licznie w Sudetach i Karpatach oraz na pogórzu, gdzie rozprzestrzenił się jako uciekinier z upraw. Status gatunku we florze Polski: kenofit. Nie stanowi zagrożenia dla gatunków rodzimej flory. Jest pospolicie uprawiany jako roślina ozdobna.

## Morfologia
PokrójRoślina wieloletnia, zimująca w gruncie tworząca luźne darnie wysokości 10–15 cm. Oprócz pędów kwiatowych w darni występują liczne pędy płonne.
ŁodygaPłożące pędy tworzą luźną zimozieloną darń. Pędy kwiatostanowe często są zaczerwienione, osiągają wysokość 15 cm.
LiścieLiście ciemnozielone długości 4–12 mm, okrągłe, mięsiste w przekroju są nagie, tępe, wąsko-lancetowate lub jajowate, naprzemianległe.
KwiatyBiałe lub jasnoróżowe, drobne, gwiazdkowe na krótkich szypułkach zebrane są w gęste, rozgałęzione baldachogrona. Działki kielicha 2-4 razy krótsze od płatków korony i tępo zakończone. Pręciki z purpurowobrunatnymi pylnikami na białych nitkach. Kwitnie od czerwca do sierpnia.
OwoceWielonasienne, wydłużone i wzniesione torebki na szyjkach ok. dwukrotnie krótszych od torebki.

## Biologia i ekologia
Bylina, chamefit. Kwitnie od czerwca do sierpnia. Jest sukulentem. Rośnie na podłożu suchym, nasłonecznionym o dużej przepuszczalności wody, dlatego ze względu na niedobory wody przystosował się do trudnych warunków, gromadząc zapasy wody w liściach i łodygach. Roślina mało wymagająca, rosnąca na każdej glebie i w każdym miejscu chętnie z zawartością wapnia – roślina wapieniolubna. Lubi miejsca nasłonecznione o dużej przepuszczalności wody. W stanie dzikim rozmnaża się przez kłącza oraz wysiew nasion. 

## Zastosowanie
- Roślina uprawna: nadaje się do ogrodów skalnych i naturalistycznych oraz jako roślina okrywowa do zadarniania mniejszych powierzchni. Tworzy bardzo ładne, jasnozielone kępy szczelnie zakrywające podłoże. Rozmnaża się z sadzonek, Nie ma wymagań co do gleby, wytrzymuje dobrze suszę i jest całkowicie mrozoodporny. Najlepiej rośnie na słonecznym stanowisku. Rozmnaża się go poprzez sadzonki wiosną i latem[6].
- Roślina lecznicza: sok wyciśnięty z liści wykorzystywany był w medycynie ludowej przy opuchliznach, chorobach wrzodowych, rakowych i krwotokach. Okłady z pogniecionych liści stosowane były do uśmierzania bólu.
- Sztuka kulinarna: młode, soczyste liście w kuchni ludowej stosowano jako dodatek do sałatek.